# جاسينتو غيريرو
جاسينتو غيريرو (بالإسبانية: Jacinto Guerrero) هو ملحن إسباني، ولد في 16 أغسطس 1895 في طليطلة في إسبانيا، وتوفي في 15 سبتمبر 1951 في مدريد في إسبانيا.

## وصلات خارجية
- جاسينتو غيريرو على موقع IMDb (الإنجليزية)
- جاسينتو غيريرو على موقع ميوزك برينز (الإنجليزية)
- جاسينتو غيريرو على موقع ديسكوغز (الإنجليزية)